# 34218 Padiyath
34218 Padiyath este o planetă minoră (asteroid) din centura de asteroizi. A fost descoperită pe 24 august 2000 la Experimental Test Site⁠(d) de Lincoln Near-Earth Asteroid Research. 
Obiectul prezintă o orbită caracterizată de o semiaxă mare de 3,1403361 UAi, o excentricitate de 0,17, o înclinație de 5,54693 ° în raport cu ecliptica.